# Chichantna River
Der Chichantna River ist ein etwa 32 Kilometer langer Zufluss des Beluga Lake im zentralen Süden des US-Bundesstaats Alaska.

## Verlauf
Der Chichantna River entspringt 2,5 km südlich des Capps-Gletschers im Nordosten der Tordrillo Mountains auf einer Höhe von etwa 730 m. Der Fluss fließt anfangs in Richtung Ostnordost. Er fließt entlang dem unteren Rand des Capps-Gletschers. Anschließend wendet er sich nach Osten, bevor er auf den letzten 5 Kilometern nach Norden dreht. Er mündet schließlich in das Südostufer des Lake Beluga.

## Nebenflüsse
Etwa acht Kilometer oberhalb der Mündung fließt dem Chichantna River der Chichantna Creek zu.